# Euploea tonkinensis
Euploea tonkinensis är en fjärilsart som beskrevs av Swinhoe 1903. Euploea tonkinensis ingår i släktet Euploea och familjen praktfjärilar. Inga underarter finns listade i Catalogue of Life.